# Anders Ahnfelt-Rønne
Anders Ahnfelt-Rønne (født 16. maj 1950 i Uppsala, Sverige) er en dansk-svensk skuespiller, sceneinstruktør og teaterchef.
Ahnfeldt-Rønne er søn af professor Erik Frykman (død 2010) og assistent Vibeke Ahnfelt-Rønne (død 1980). Han blev født i Sverige, men har tilbragt det meste af sit liv i Danmark, hvor han i 1968 blev student fra Rungsted Statsskole og i 1971 pianist fra Det Kongelige Danske Musikkonservatorium. Her var han elev af Robert Riefling.
I 1970'erne markerede han sig på venstrefløjen med musik og politiske teater til opsætninger på Fiolteatret, som han var tilknyttet som både skuespiller og musiker fra 1972 til 1987. Han reddede teatret fra lukning. Den historie gentog sig, da han i 1992 overtog ledelsen af Rialto Teatret, som han var leder af frem til 2007.
Fra 2012 til 2014 medvirkede han i soloforestillingen Babettes gæstebud af Karen Blixen på en række teatre i samarbejde med Riksteatern.
Fra 1987 til 1992 var han generalsekretær for Nordisk Ministerråds teaterkomité og har desuden været formand for Danske Teatres Fællesorganisation. Han blev i 2001 tildelt Gelsted-Kirk-Scherfig-Prisen.

## Filmografi i udvalg
- 2007 - 2900 Happiness
- 2006 - Anna Pihl
- 2005 - Klovn
- 2003 - Timm & Gordon
- 1973 - Spillet om Vesterbro